# Elvis (álbum de 1973)
Elvis é um álbum de Elvis Presley lançado em 1973, também conhecido como The Fool. Para alguns, esse trabalho mostra o grande talento de Elvis, que gravou três canções ao piano em 1971 na cidade de Nashville, são elas; "It's Still Here", "I'll Take You Home Again, Kathleen" e "I Will Be True", as adaptações e arranjos são totalmente creditadas a Elvis Presley. As canções "Fool" e "Where Do I Go From Here" foram gravadas primeiramente com o propósito de fazerem parte da trilha sonora do aclamado documentário denominado Elvis on Tour (Elvis Triunfal, 1972), no entanto, a RCA desistiu de lançar este disco e ao invés disto, investiu em álbuns ao vivo como o Elvis as Recorded at Madison Square Garden e Aloha from Hawaii: Via Satellite. "Don't Think Twice, It's All Right" é um clássico de Bob Dylan, inclusive, vale ressaltar, que Dylan é fã confesso do rei do rock, a referida canção contém alguns takes com mais de 8 e 11 minutos.
O nome do álbum originalmente era simplesmente "Elvis", assim como o lançado em 1956, no entanto, este ficou mais conhecido como "The Fool Álbum", principalmente nos Estados Unidos.

## Faixas

### Lançamento original
| Lado Um |                                      |                         |         |  |
| N.º     | Título                               | Data de gravação        | Duração |  |
| 1.      | "Fool"                               | 28 de março de 1972     | 2:40    |  |
| 2.      | "Where Do I Go from Here?"           | 27-29 de março de 1972  | 2:38    |  |
| 3.      | "Love Me, Love the Life I Lead"      | 21 de maio de 1971      | 3:03    |  |
| 4.      | "It's Still Here"                    | 19 maio de 1971         | 2:04    |  |
| 5.      | "It's Impossible" (live dinner show) | 16 de fevereiro de 1972 | 2:51    |  |

| Lado Dois |                                                      |                     |         |  |
| N.º       | Título                                               | Data de gravação    | Duração |  |
| 1.        | "(That's What You Get) For Lovin' Me"                | 15 de março de 1971 | 2:06    |  |
| 2.        | "Padre"                                              | 15 de maio de 1971  | 2:28    |  |
| 3.        | "I'll Take You Home Again, Kathleen"                 | 19 de maio de 1971  | 2:23    |  |
| 4.        | "I Will Be True"                                     | 19 de maio de 1971  | 2:30    |  |
| 5.        | "Don't Think Twice, It's All Right" (edited version) | 16 de maio de 1971  | 2:42    |  |

### Ordem do álbum lançado no Brasil
1. "Fool" - 2:42
2. "Where Do I Go From Here" - 2:38
3. "It's Impossible" - 2:52) (Ao vivo, 16 de fevereiro de 1972)
4. "It's Still Here" - 2:04
5. "I Will Be True" - 2:34
6. "I'll Take You Home Again, Kathleen" - 2:23
7. "(That's What You Get) For Lovin' Me" - 2:07
8. "Padre" - 2:28
9. "Don't Think Twice, It's All Right" - 2:42
10. "Love Me, Love The Life I Lead" - 3:03

## Paradas musicais
| Críticas profissionais | Críticas profissionais |
| Avaliações da crítica  | Avaliações da crítica  |
| Fonte                  | Avaliação              |
| ---------------------- | ---------------------- |
| AllMusic               | [ 2 ]                  |
| MusicHound             | [ 3 ]                  |
| Rough Guides           | [ 4 ]                  |

- Estados Unidos - 52º - Billboard - 1973
- Estados Unidos - 7º - Cashbox Country - 1973
- Inglaterra - 16º - Guiness - 1973

## Músicos
- Elvis Presley: Voz, Violão e Piano
- James Burton: Guitarra
- Chip Young: Guitarra
- Charlie Hodge: Violão
- Norbert Putnam: Baixo
- Jerry Carrigan: Percussão e Bateria
- Kenneth Buttrey: Bateria
- David Briggs: Piano
- Joe Moscheo: Piano
- Glen Spreen: Órgão
- Charlie McCoy: Órgão, Harmônica e Percussão
- The Imperials, June Page, Millie Kirkham, Temple Riser e Ginger Holladay: Vocais